# Raión de Ternópil
El Raión de Ternópil (en ucraniano: Тернопільський район) es un raión o distrito de Ucrania en la óblast de Ternópil. La capital es la ciudad de Ternópil.
Su territorio fue definido en 2020 mediante la fusión de las hasta entonces ciudades de importancia regional de Berezhany y Ternópil con el propio raión homónimo y los hasta entonces vecinos raiones de Berezhany, Zbóriv, Kozová, Pidvolochysk, Pidhaitsi y Terebovlia y la mitad meridional del raión de Zbarazh.

## Demografía
Según estimación de 2010, contaba con una población total de 64 444 habitantes en sus límites antiguos.

## Subdivisiones
Tras la reforma territorial de 2020, el raión incluye 25 municipios:
- 7 ciudades: Berezhany, Zbárazh, Zbóriv, Pidhaitsi, Skálat, Terebovlia y Ternópil (la capital).
- 7 asentamientos de tipo urbano: Velyka Berezovytsia, Velyki Birky, Zaliztsi, Kozová, Kozliv, Mykúlyntsi y Pidvolochysk.
- 11 municipios rurales: Báikivtsi, Bila, Velyki Hayí, Zolotnyký, Ivánivka, Kúpchyntsi, Naráyiv, Ozerna, Pidhorodne, Saranchuký y Skóryky.

## Otros datos
El código KOATUU fue 6125200000. El código postal 47701 y el prefijo telefónico +380 3520.

## Galería

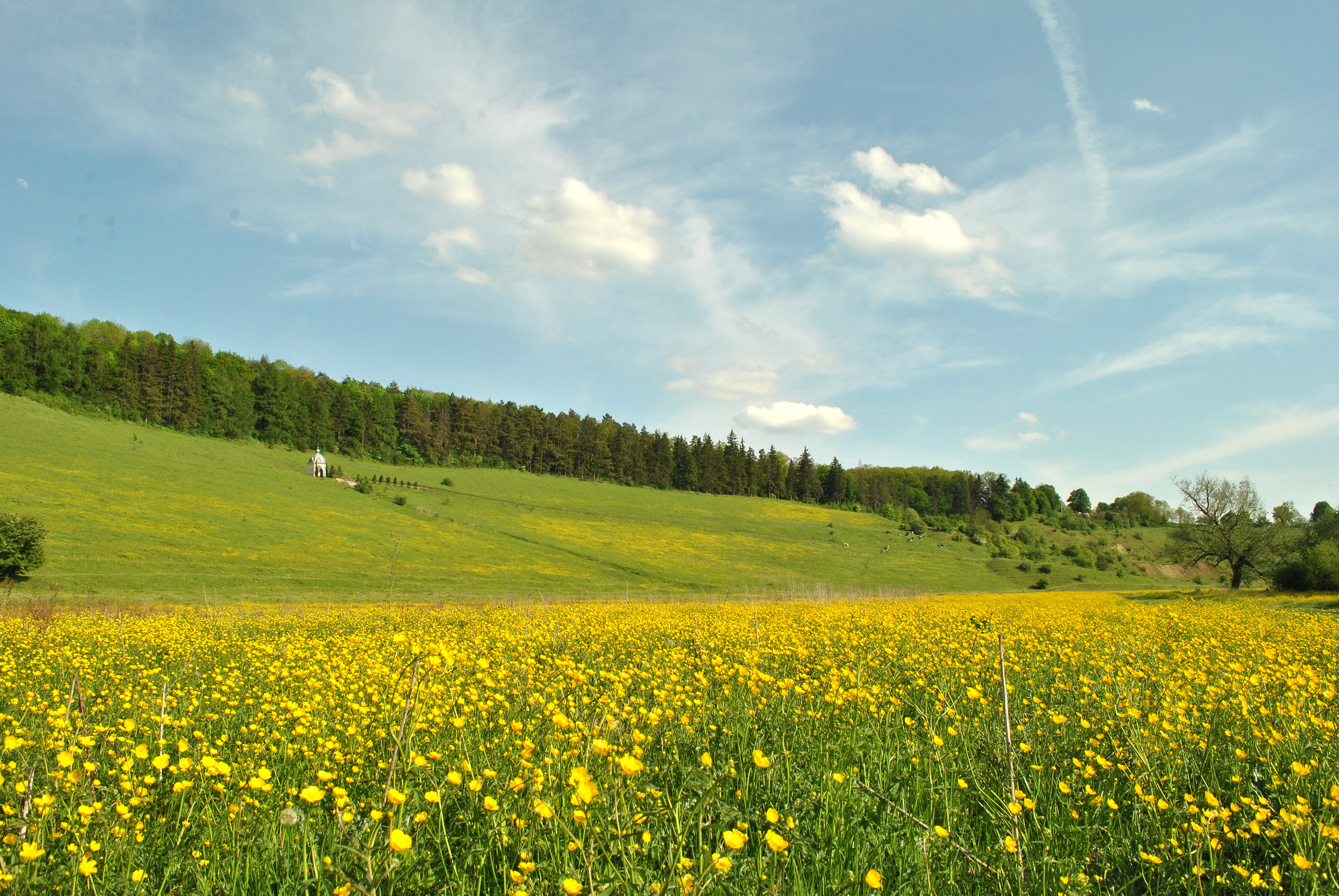
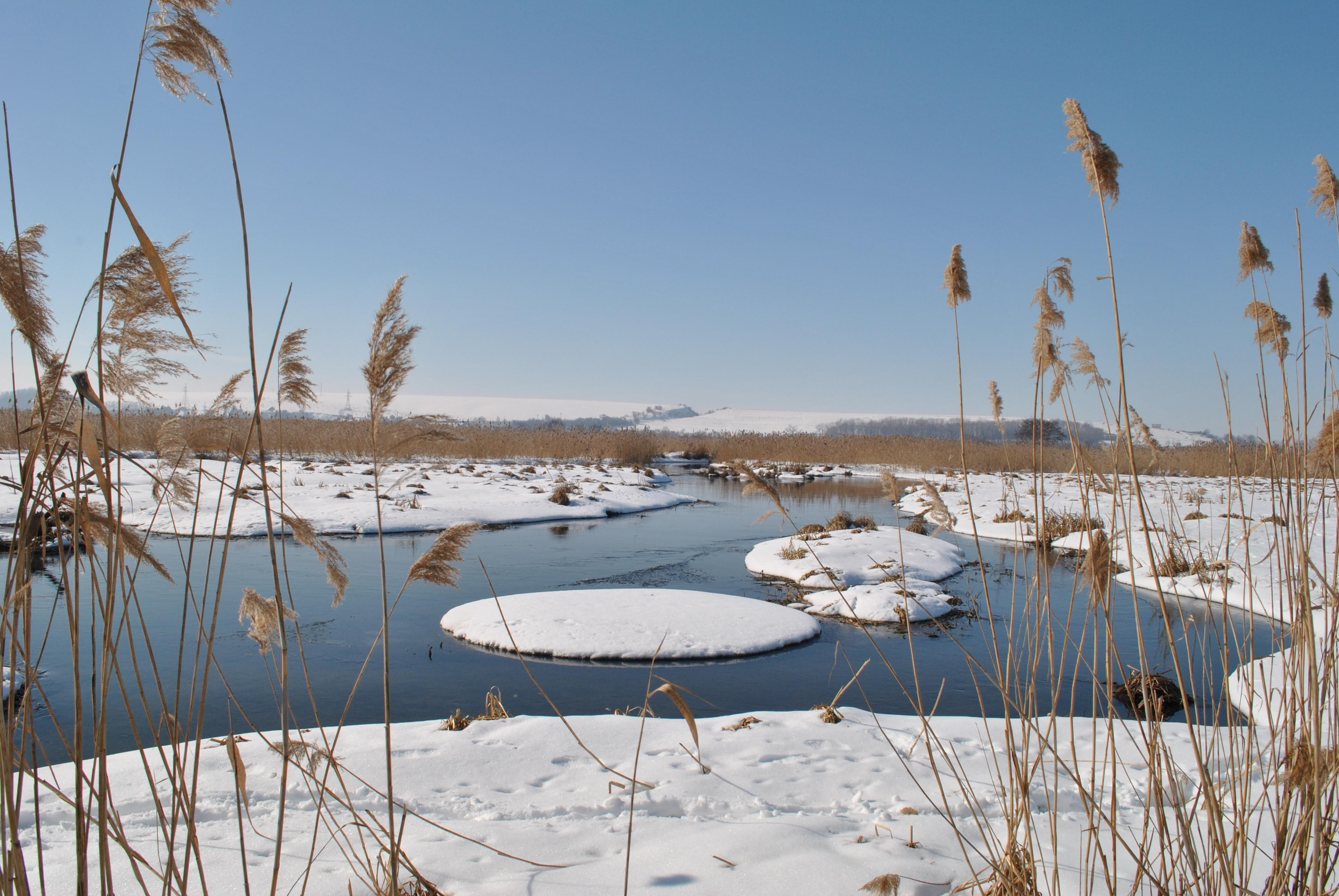
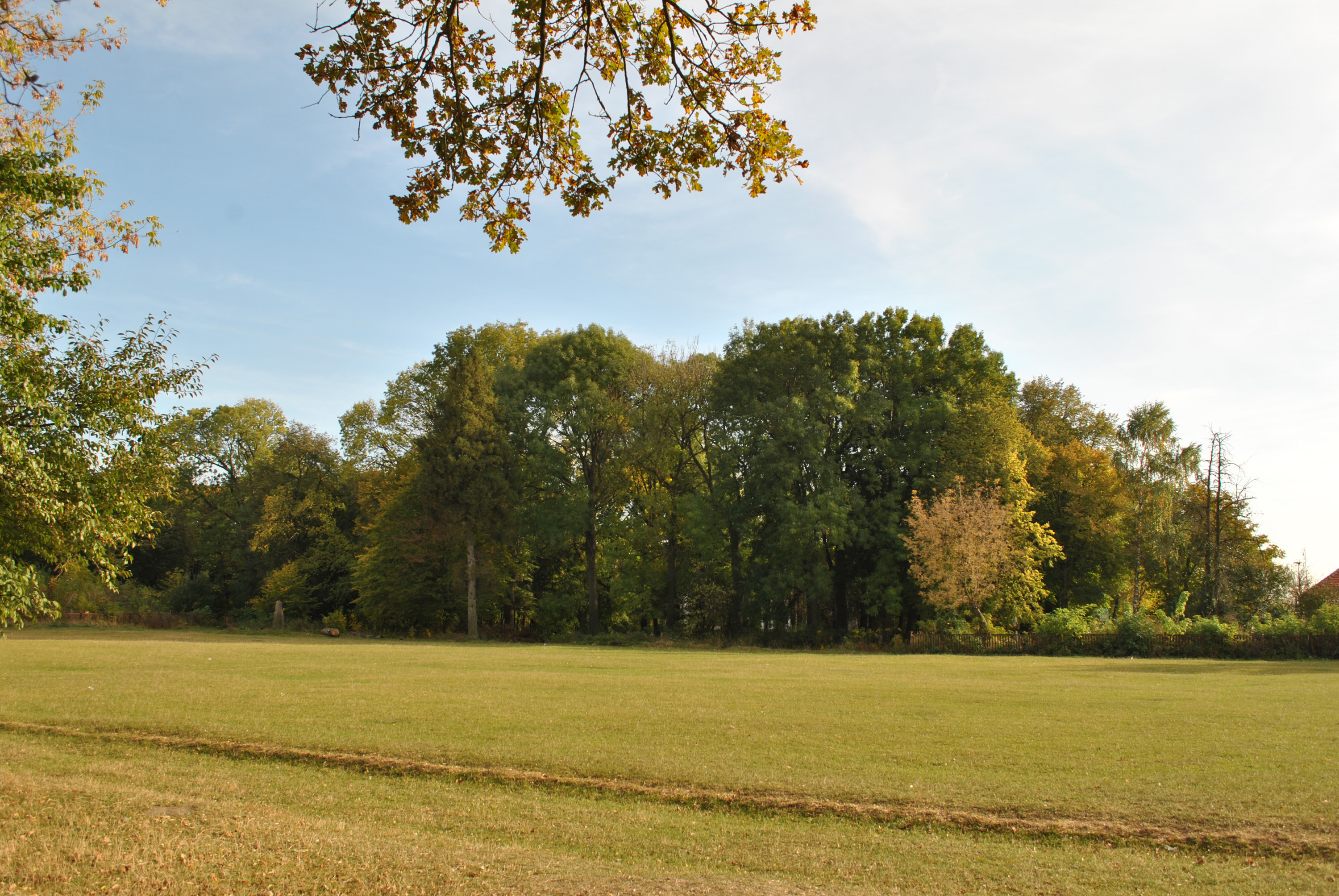
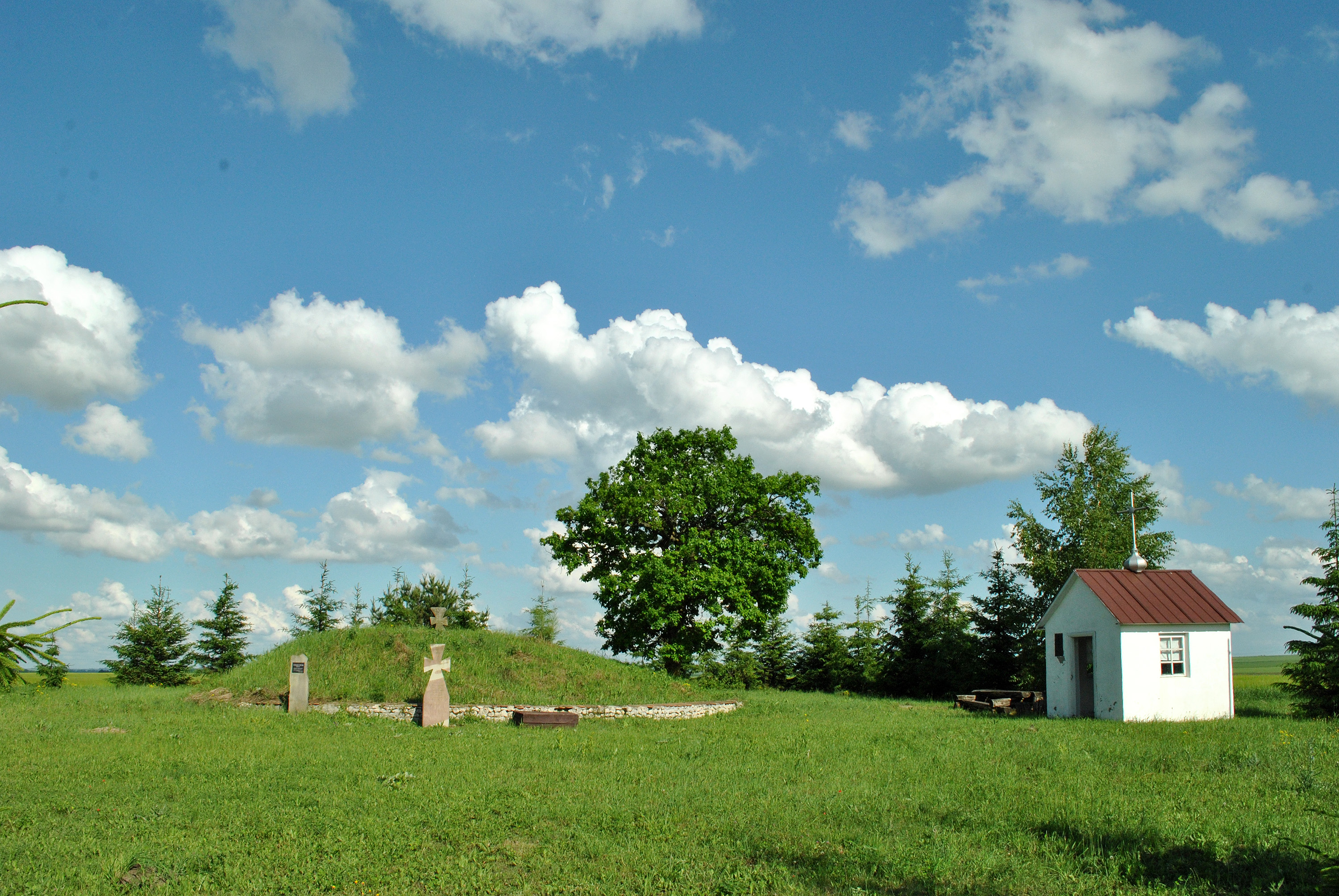